# Pieris rapae
Pieris rapae là loài bướm có kích thước từ nhỏ đến trung bình trong chi Pieris thuộc họ Pieridae (gồm các loài bướm trắng và bướm vàng). Trong tiếng Anh, nó thường được gọi là bướm bắp cải, bướm bắp cải trắng, bướm trắng nhỏ, hay chỉ đơn giản là bướm trắng. 
Loài này phân bố khắp châu Âu, châu Á và Bắc Phi, sau đó du nhập vào Bắc Mỹ, Úc và New Zealand, nơi nó trở thành loài gây hại trên bắp cải và các cây trồng khác thuộc Họ Cải.
Loài bướm này có sải cánh khoảng 32–47 mm.
Loài này có hai mùa bay trong năm, tháng 4 – tháng 5 và tháng 7 – tháng 8.
Sâu bướm của nó có thể là một loài gây hại trên các loại rau trồng như cải bắp, cải xoăn, củ cải, bông cải xanh, cải ngựa. Bướm cái đẻ trứng đơn lẻ trên lá cây rau mà sâu sẽ ăn.

## Hình ảnh

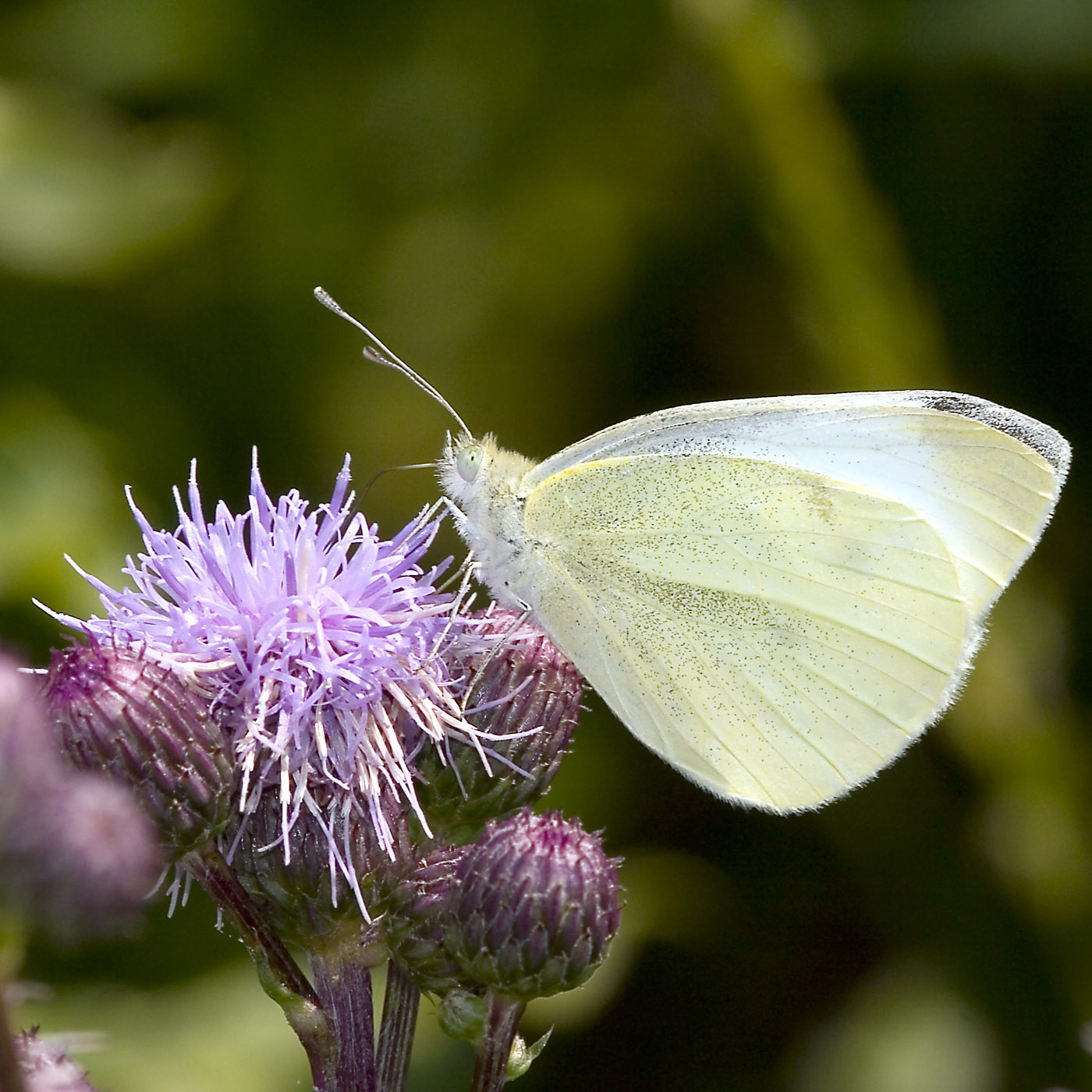
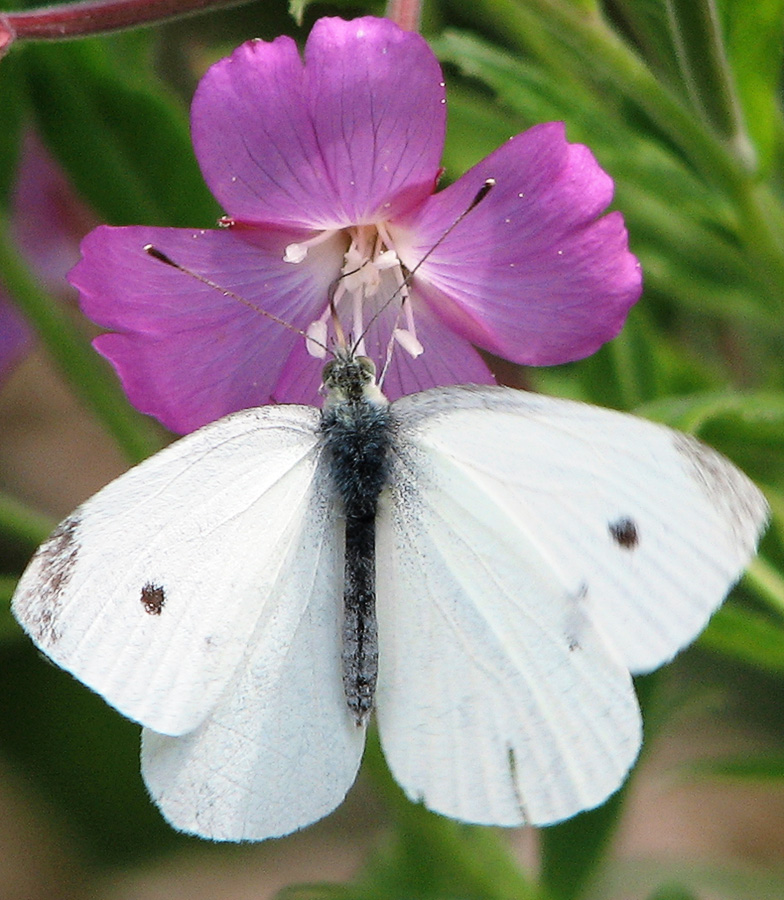
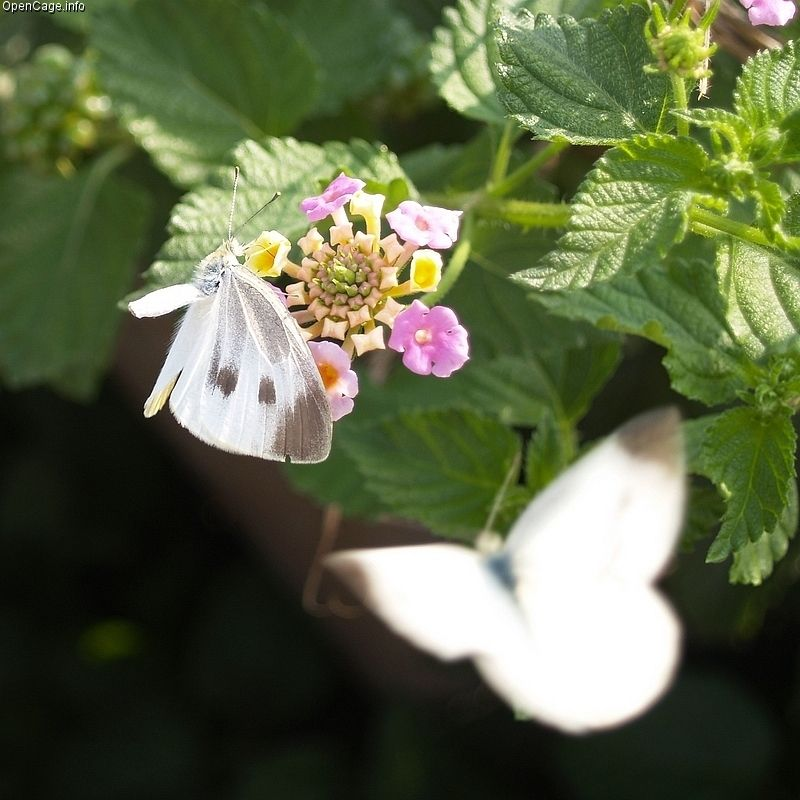
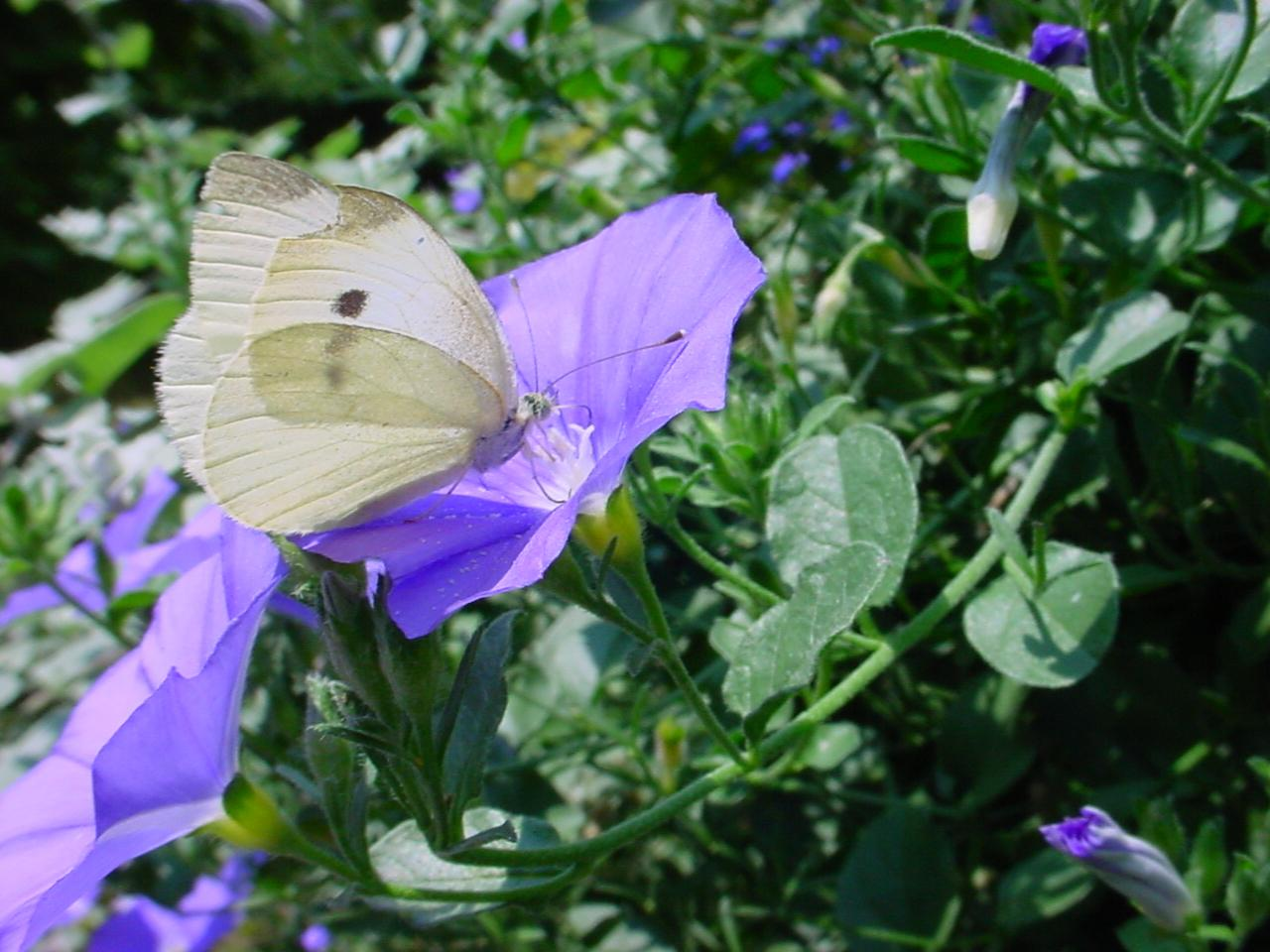
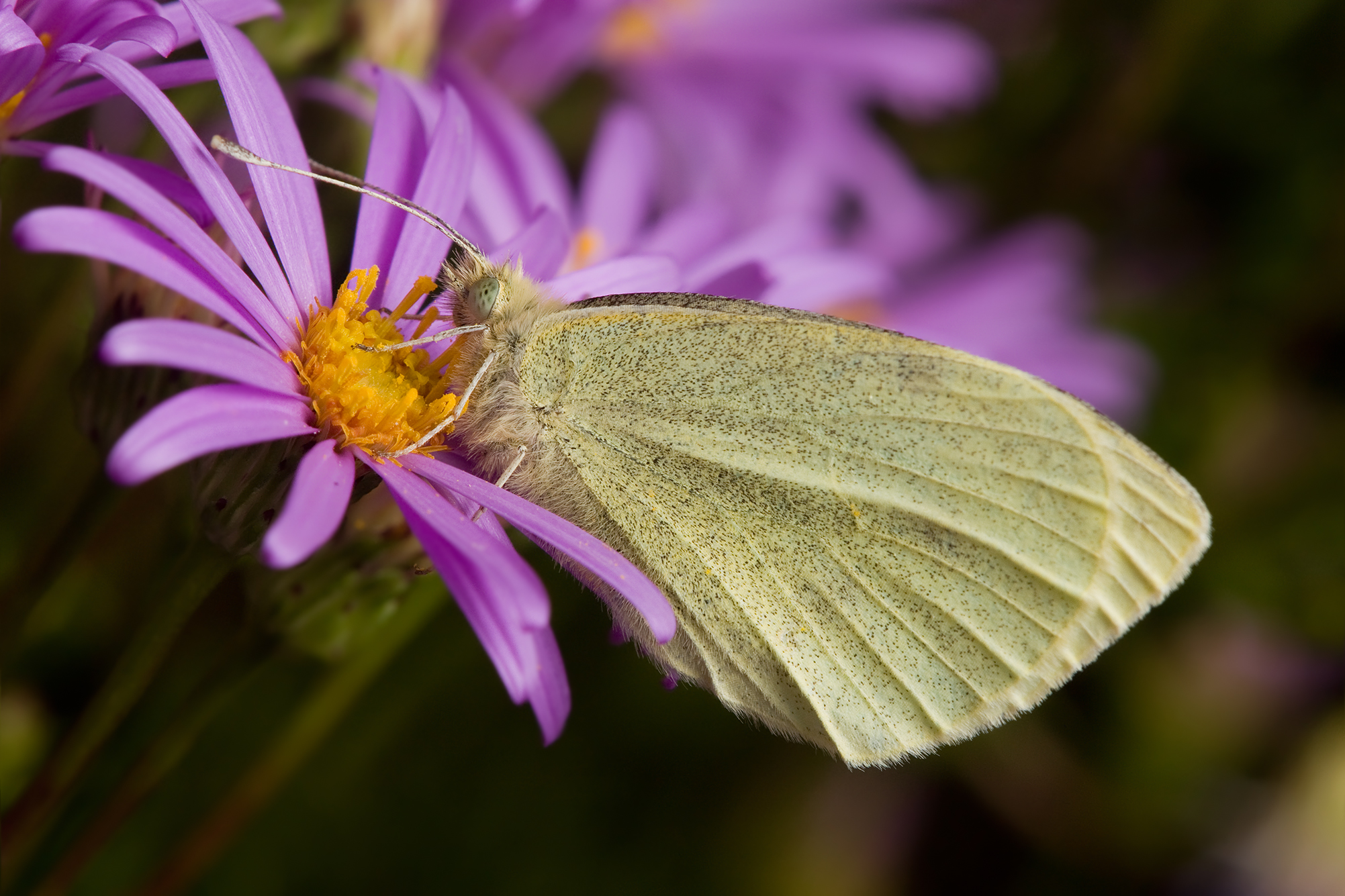
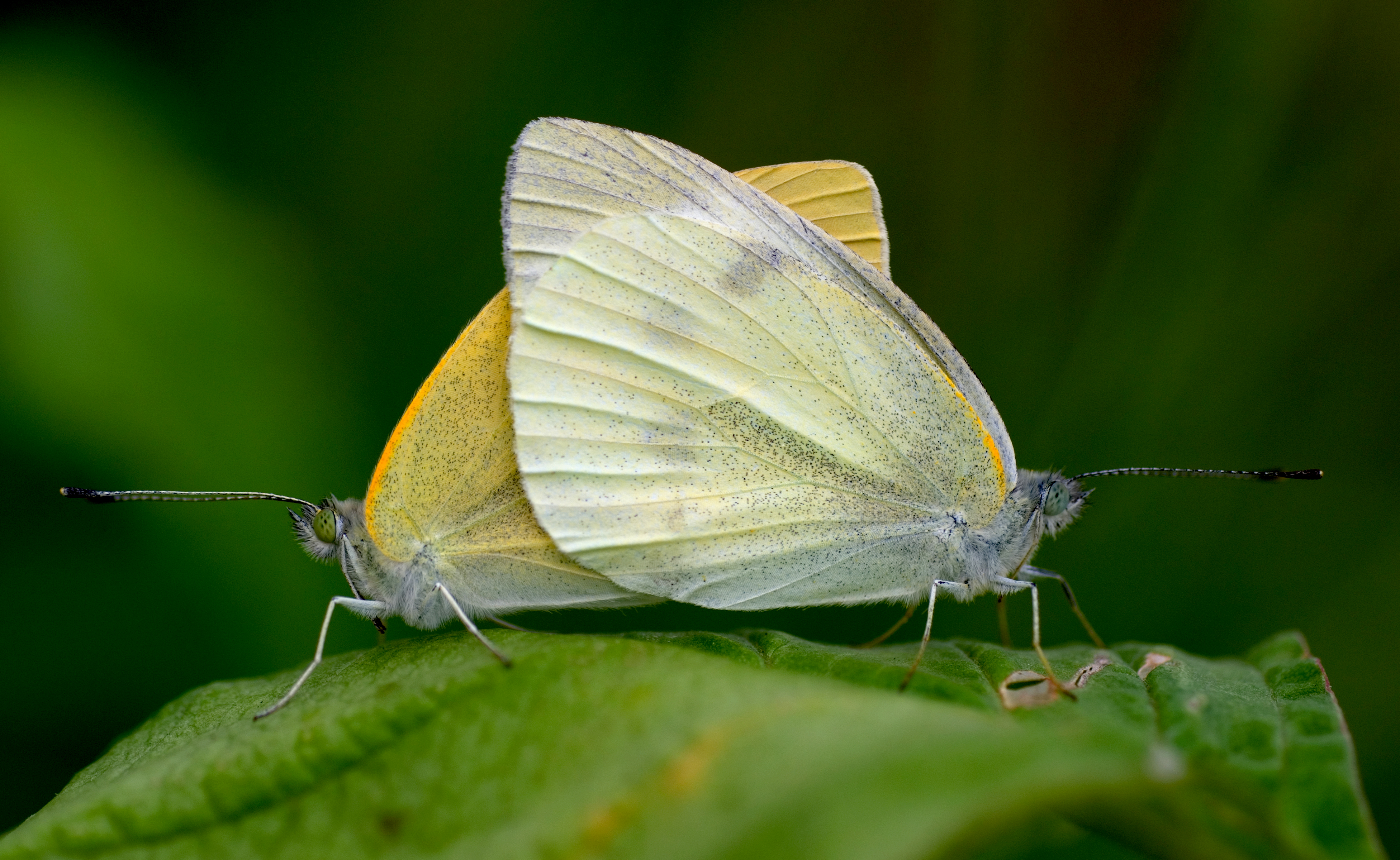